# Un tramvai numit dorință (piesă de teatru)
 Un tramvai numit dorință  (în engleză, în original, A Streetcar Named Desire) este o piesă scrisă de autorul american Tennessee Williams.  Intriga piesei gravitează în jurul conflictului ideologic și cultural dintre Blanche DuBois, o veche sudistă, afișând o prețiozitate dusă până la ridicol și Stanley Kowalski, un reprezentant al clasei muncitoare în ascensiune a orășenilor imigranți. 
Un tramvai ...  a apărut la scurt timp după primul succes cu adevărat mare a lui Williams, Menajeria de sticlă (The Glass Menagerie, în engleză) din 1945.  Deși Williams a continuat să scrie piese până în anii 1980, nici una din piesele sale ulterioare nu s-a mai bucurat de atâta succes, atât în rândul criticilor, cât și al spectatorilor.  Ca o recunoaștere de mare reputație a meritelor sale ca dramaturg, Tennessee Williams a primit Premiul Pulitzer pentru dramă în anul 1948. 
În anul 1951, un film cu un tilu omonim, realizat după piesă, avându-l la pupitrul regizoral pe același Elia Kazan, care a regizat și piesa de pe Broadway, a câștigat mai multe premii, incluzând și premiul pentru cea mai bună actriță (Best Actress) conferit lui Vivien Leigh pentru rolul lui Blanche. 
În anul 1995, piesa a fost rescrisă ca operă, având același titlu pe muzica lui Andre Previn și a fost apoi prezentată la Opera din San Francisco. 

## Adaptări în film și operă
- În 1951, Elia Kazan a regizat filmul bazat pe piesa de teatru având un titlu identic, vedeți articolul Un tramvai numit dorință (film).

- În 1995, a apărut opera Un tramvai numit dorință, compusă de André Previn, pe un libret de Philip Littell, după piesa lui Tennessee Williams.  Premiera operei a avut loc la opera din San Francisco (San Francisco Opera în timpul stagiunii 1998 - 1999.

## Vezi și
- Listă de piese de teatru americane